# روابط اسرائیل و جمهوری آذربایجان
اسرائیل و جمهوری آذربایجان از سال ۱۹۹۲ روابط نزدیکی داشته‌اند. آذربایجان از معدود کشورهای اسلامی است که روابط دو جانبه استراتژیک و اقتصادی با اسرائیل برقرار کرده‌است. بعد از فروپاشی شوروی و استقلال آذربایجان، اسرائیل از اولین کشورهایی بود که آن را به رسمیت شناخت. اسرائیل سفارت خود را در سال ۱۹۹۳ در باکو ایجاد کرد. اسرائیل چهل درصد نفت خام مورد نیازش را از آذربایجان وارد کرده و مهم‌ترین صادرکننده جنگ‌افزار به آذربایجان است. صادرات جنگ‌افزار اسرائیل به آذربایجان شامل موشک، سیستم رادار، مهمات و به خصوص پهپاد می‌شود.
جمهوری آذربایجان در زمینه تنش‌زدایی از روابط اسرائیل و ترکیه فعالیت کرده‌است. اسرائیل از خاک آذربایجان برای رصد اطلاعاتی ایران استفاده می‌کند.
شهروندان اسرائیل و ترکیه، تنها شهروندانی هستند که برای بازدید از جمهوری آذربایجان نیازی به ویزا ندارند.

## همکاری نظامی علیه ایران
روزنامه نیویورک تایمز، در گزارشی تفصیلی با عنوان «تاریخ سری فشار برای حمله به ایران» نوشت که پهبادهای اسراییل برای جاسوسی از سایت‌های هسته‌ای ایران از پایگاه‌های جمهوری آذربایجان استفاده می‌کردند. همچنین این روزنامه می‌نویسد که ماهواره‌های جاسوسی آمریکا دسته‌ای پهپاد اسرائیلی را در سال ۲۰۱۲ رصد کردند که از طریق شیوه حرکت آنان به نظر می‌رسید قصد حمله به تاسیات هسته‌ای ایران را دارند.
در مارس ۲۰۱۲، مجله فارین پالیسی گزارش داد که نیروی هوایی اسرائیل ممکن است در حال آماده شدن برای استفاده از پایگاه هوایی نظامی سیتالچای، واقع در ۵۰۰ کیلومتری (۳۴۰ مایلی) از مرز ایران، برای حملات هوایی علیه برنامه هسته ای ایران باشد.
در ۲۹ مارس ۲۰۱۲، مقامات اعلام کردند که اسرائیل از طریق «یک سلسله تفاهمات سیاسی و نظامی بی سرو صدا» به پایگاه‌های هوایی در آذربایجان دسترسی پیدا کرده‌است. به گزارش هاآرتس، این پایگاه‌های هوایی می‌توانند به‌طور بالقوه در حمله به ایران به دلیل برنامه هسته‌ای و تنش‌های دیگر با ایران مورد استفاده قرار گیرند و آذربایجان اجازه این موضوع را خواهد داد.
در ۳۰ سپتامبر ۲۰۱۲، گزارش شد که آذربایجان و اسرائیل به‌طور مشترک استفاده از پایگاه‌های هوایی آذربایجان و پهپادهای جاسوسی را برای کمک به جت‌های اسرائیلی برای انجام یک حمله دوربرد به عمق خاک ایران بررسی کردند. این همکاری به اسرائیل در مورد مسائل مربوط به سوخت‌گیری، شناسایی و نجات خدمه کمک می‌کند و می‌تواند حمله را امکان‌پذیرتر کند. این طرح ظاهراً شامل استفاده از یک هواپیمای تانکر اسرائیلی است که به رنگ شرکت هواپیمایی یک کشور ثالث رنگ آمیزی می‌شود و در آذربایجان فرود می‌آید و سوخت‌گیری می‌کند و سپس به هواپیماهای ضربتی اسرائیل سوخت می‌دهد.

## خرید تجهیزات نظامی از اسرائیل
ارتش اسرائیل تامین‌کننده اصلی جنگ‌افزارهای هوانوردی، توپخانه، ضد تانک و ضد پیاده‌نظام جمهوری آذربایجان است. اسرائیل صادرکننده مهم تسلیحات به آذربایجان است: بر اساس تحقیقات مؤسسه تحقیقات صلح بین‌المللی استکهلم، اسرائیل از سال ۲۰۱۶ تا ۲۰۲۰، ۶۹ درصد از واردات تسلیحات عمده آذربایجان را به خود اختصاص داده‌است.
شرکت اسرائیلی صنایع جنگ‌افزاری اروناتیکس کارخانه‌ای در باکو ساخته‌است. همچنین در طول مناقشه قره‌باغ، اسرائیل تسلیحات و توپخانه آذربایجان را تأمین می‌کرد.
در سال ۲۰۱۲، اسرائیل و آذربایجان قراردادی را امضا کردند که بر اساس آن صنایع هوافضای دولتی اسرائیل ۱٫۶ میلیارد دلار پهپاد و سیستم‌های دفاع ضدهوایی و موشکی به آذربایجان می‌فروشد.
در سال ۲۰۱۶، آویگدور لیبرمن، وزیر دفاع اسرائیل از موضع آذربایجان در مناقشه قره باغ کوهستانی در سال ۲۰۱۶ حمایت کرد و آن را «کاملا موجه» خواند. علاوه بر این، لیبرمن ارمنستان را مسئول تحریک درگیری در آوریل ۲۰۱۶ دانست.
نیروی مرزبانی جمهوری آذربایجان در ژانویه ۲۰۱۹، پهپاد انتحاری Sky Striker را از شرکت اسرائیلی البیت سیستمز خریداری کرد. آذربایجان اولین خریدار خارجی Sky Strikers بود.
در جنگ قره باغ کوهستانی با ارمنستان در سپتامبر ۲۰۲۰، آذربایجان تسلیحات ساخت اسرائیل را روی اهداف ارمنی امتحان کرد. اسرائیل همچنان از آذربایجان در مناقشه ارضی ده‌ها ساله خود با ارمنستان حمایت می‌کند.
در مارس ۲۰۲۱، شرکت دفاعی اسرائیلی Meteor Aerospace با شرکت کشتی سازی خزر (CSBC) آذربایجان همکاری کرد تا به‌طور مشترک راه حل‌های دفاعی پیشرفته‌ای را برای رفع نیازهای ملی این کشور ارائه دهد.

## پنهان نگه داشتن حجم روابط
طبق گزارش سال ۲۰۰۹ ایالات متحده که از طریق ویکی لیکس منتشر شده‌است، رئیس‌جمهور آذربایجان، الهام علی‌اف، رابطه کشورش با اسرائیل را به کوه یخ تشبیه کرده‌است: «نه دهم آن زیر سطح است و دیده نمی‌شود».

## بازدیدها از آذربایجان
با سفر بنیامین نتانیاهو نخست‌وزیر وقت اسرائیل در اوت ۱۹۹۷ به باکو روابط دوطرفه وارد مرحله جدیدی شد. از آن زمان اسرائیل روابط نزدیکتری با آذربایجان ایجاد کرده و به مدرن سازی نیروهای مسلح آذربایجان کمک کرده‌است.
در سال ۲۰۰۹، رئیس‌جمهور اسرائیل، شیمون پرز، سفری به جمهوری آذربایجان داشت که منجر به روابط نظامی بیشتر شد و شرکت اسرائیلی صنایع جنگ‌افزاری اروناتیکس اعلام کرد که کارخانه‌ای در باکو خواهد ساخت.
بنیامین نتانیاهو، نخست‌وزیر اسرائیل در دسامبر ۲۰۱۶ در سفر به آذربایجان گفت: «روابط با آذربایجان بسیار نزدیک است و بعد از این سفر حتی بهتر خواهد شد.» وی در این دیدار تأکید کرد که «اسرائیل و آذربایجان از روابط عالی و دوستی گرم برخوردارند.» اظهارات مطبوعاتی الهام علی‌اف رئیس‌جمهور آذربایجان و بنیامین نتانیاهو نخست‌وزیر رژیم صهیونیستی نیز حاکی از رضایت از همکاری دوجانبه دو کشور بود.
جان شاپیرو، مدیر اجرایی کمیته یهودیان آمریکا در ژانویه ۲۰۱۷، اندکی پس از سفر بنیامین نتانیاهو به باکو، از آذربایجان بازدید کرد. شاپیرو در جریان این استقبال گفت که مشارکت سازنده بین آذربایجان، آمریکا و اسرائیل اهمیت زیادی دارد.
هیئتی از کنگره جهانی یهودیان در سپتامبر ۲۰۱۶ از آذربایجان بازدید کرد. در جریان گفتگو، الهام علی‌اف، رئیس‌جمهور آذربایجان، بر روابط «عالی» با اسرائیل و جامعه یهودی تأکید کرد.

## همکاری‌های امنیتی

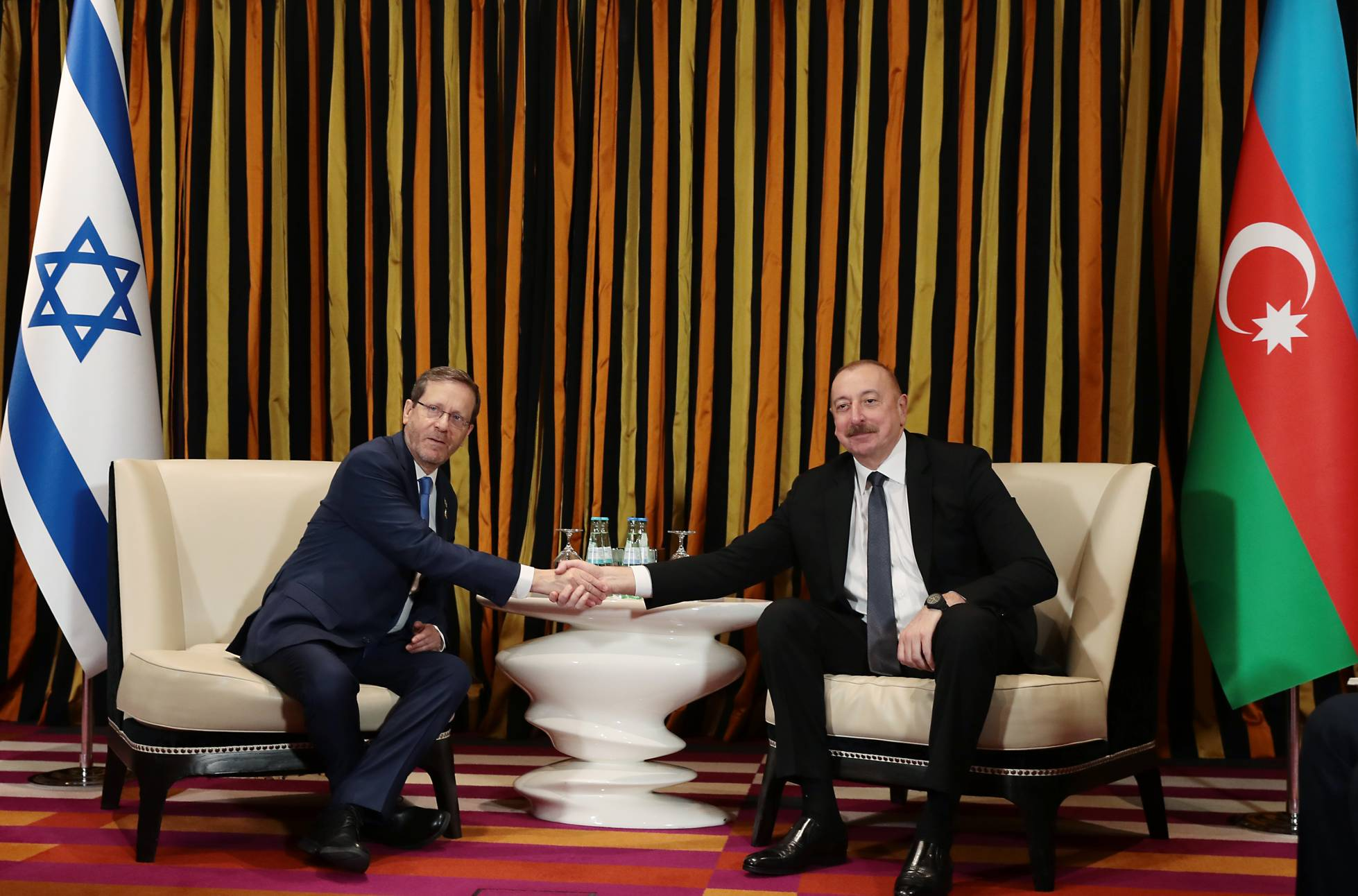
دیدار الهام علی‌اف با رئیس جمهور اسرائیل اسحاق هرتزوک در مونیخ.

حیدر علی‌اف، رئیس‌جمهور وقت آذربایجان، پس از ملاقات اکتبر ۲۰۰۱ با ایتان ناه، سفیر اسرائیل، اعلام کرد که دو کشور مواضع یکسانی در مبارزه با تروریسم بین‌المللی دارند. اطلاعات اسراییل به آذربایجان در جمع‌آوری اطلاعات انسانی در مورد آنچه که آنها به عنوان سازمان‌های افراطی در منطقه نگاه می‌کنند، کمک می‌کند. یکی از این گروه‌ها، حزب التحریر است، که به دنبال نابودی کشور اسرائیل است. حزب التحریر مظنون به داشتن چند صد عضو در آذربایجان است و تعدادی از اعضای آن توسط مقامات آذربایجان دستگیر و تحت پیگرد قانونی قرار گرفتند.

## همکاری‌های اقتصادی
همکاری اقتصادی اسرائیل و آذربایجان به‌طور قابل توجهی در حال رشد است. از آنجایی که آذربایجان در اوایل دهه ۱۹۹۰ مقررات‌زدایی از صنایع خود را آزاد کرد و اقتصاد خود را آزاد کرد، شرکت‌های اسرائیلی به بازارهای آذربایجان نفوذ کردند. بسیاری از شرکت‌ها در صنعت خدمات سرمایه‌گذاری کرده‌اند. یکی از نمونه‌ها بیزک، ارائه دهنده بزرگ مخابراتی اسرائیل است. از طریق مناقصه قرارداد تجاری در سال ۱۹۹۴، بیزک سهم بزرگی از اپراتورهای تلفن را خریداری کرد. امروزه بیزک خطوط تلفن را نصب می‌کند و خدمات منطقه‌ای را در بسیاری از نقاط آذربایجان اجرا می‌کند. شرکت دیگری به نام Bakcell به عنوان اولین اپراتور تلفن همراه در آذربایجان در اوایل سال ۱۹۹۴ با سرمایه‌گذاری مشترک بین وزارت ارتباطات آذربایجان و GTIB (اسرائیل) آغاز به کار کرد.
ده‌ها شرکت اسرائیلی در بخش انرژی آذربایجان فعال هستند. به عنوان مثال، شرکت Modcon Systems Ltd، تامین‌کننده فناوری پیشرفته صنایع نفت و گاز مستقر در اسرائیل، شعبه‌ای در آذربایجان افتتاح کرد.
بین سالهای ۲۰۰۰ و ۲۰۰۵، اسرائیل از دهمین شریک تجاری بزرگ آذربایجان به پنجمین شریک تجاری آذربایجان ارتقاء یافته‌است. طبق آمار سازمان ملل، بین سال‌های ۱۹۹۷ و ۲۰۰۴، صادرات آذربایجان به اسرائیل از بیش از ۲ میلیون دلار به ۳۲۳ میلیون دلار افزایش یافته‌است که در سال‌های اخیر به دلیل قیمت بالای نفت تقویت شده‌است. در سال ۲۰۱۳، ۴۰ درصد نفت به اسرائیل از باکو صادر می‌شد که آذربایجان را به بزرگ‌ترین تأمین کننده نفت اسرائیل تبدیل کرده‌است.
آذربایجان و اسرائیل مالیات مضاعف بین دو کشور را در آوریل ۲۰۱۷ لغو کردند. بر اساس گزارش کمیته دولتی گمرک آذربایجان، مجموع مبادلات تجاری بین آذربایجان و اسرائیل در ژانویه تا فوریه ۲۰۱۷ به ۱۱۶٫۲ میلیون دلار رسیده‌است که در مقایسه با مدت مشابه سال ۲۰۱۶، ۱۷٫۵ درصد بیشتر است.
در سال ۲۰۲۰ تجارت بین آذربایجان و اسرائیل تقریباً ۲۰۰ میلیون دلار آمریکا (به جز عرضه نفت) بود.
در ۲۹ ژوئیه ۲۰۲۱ دفتر نمایندگی تجارت و گردشگری آذربایجان در تل آویو تأسیس شد.

## تأمین انرژی اسرائیل
آذربایجان و اسرائیل در زمینه انرژی همکاری نزدیک دارند: اسرائیل ۴۰ درصد نفت خود را از آذربایجان خریداری می‌کند.
در یک سخنرانی در سال ۲۰۰۷، سفیر اسرائیل در آذربایجان، آرتور لنک، از تجارت مداوم بین آذربایجان و اسرائیل در بخش انرژی صحبت کرد. وی خاطرنشان کرد که تا زمان افتتاح خط لوله باکو-تفلیس-جیهان در سال ۲۰۰۶، اسرائیل یکی از مصرف‌کنندگان اصلی صادرات نفت آذربایجان بود و نزدیکی جیهان به اسرائیل فرصت‌های بسیار خوبی را برای مشارکت بیشتر اسرائیل در این بخش از اقتصاد فراهم می‌کند؛ بنابراین زمینه‌های بیشتری برای همکاری و منافع متقابل ایجاد می‌شود. وی تأکید کرد که از طریق خط لوله ترانس اسرائیل بین اشکلون و ایلات، اسرائیل می‌تواند یک شریک استراتژیک برای بازاریابی نفت خزر به آسیا باشد. تلاش‌های اسرائیل در توسعه منابع انرژی جایگزین به ویژه انرژی خورشیدی نیز مورد اشاره قرار گرفت. اسرائیل علاوه بر این به دنبال امکان واردات گاز از منطقه دریای خزر است.
بنیامین نتانیاهو نخست‌وزیر اسرائیل در دسامبر ۲۰۱۶ در جریان سفر خود به آذربایجان گفت: امروز ما نه تنها برای تأمین نفت از آذربایجان، بلکه برای واردات گاز از آذربایجان به اسرائیل نیز در حال مذاکره هستیم.

## گرامیداشت روابط
آوریل ۲۰۱۷ بیست و پنجمین سالگرد برقراری روابط دیپلماتیک بین اسرائیل و آذربایجان بود. در نامه تبریک بنیامین نتانیاهو نخست‌وزیر اسرائیل به الهام علی‌اف رئیس‌جمهور آذربایجان آمده‌است:
اسرائیل مفتخر است که یکی از اولین کشورهایی بود که جمهوری آذربایجان را به رسمیت شناخت. ربع قرن پس از آن، کشورهای ما روابط مستحکمی بر اساس دوستی واقعی بین مردم یهودی و آذربایجانی ایجاد کرده‌اند. آذربایجان الگویی از هماهنگی بین مذاهب و چندفرهنگی در منطقه‌ای پر از رقابت‌های مذهبی و قومی است. اسرائیل نیز مانند شما چراغ راه ثبات و مدارا در منطقه ای بی‌ثبات است. علیرغم چالش‌هایی که با آن روبرو هستیم، هر دو در ایجاد اقتصادهای پر رونق و جوامعی پویا، مرفه و صلح طلب موفق بوده‌ایم.
نتانیاهو در سخنرانی خود در هفتاد و دومین نشست مجمع عمومی سازمان ملل متحد در ۱۹ سپتامبر ۲۰۱۷ به گسترش همکاری‌های دو کشور اشاره کرد.

## سایر قراردادها
در دسامبر ۲۰۱۶، توافقنامه بین دولتی آذربایجان و اسرائیل در زمینه ارتباطات هوایی امضا شد.
در مارس ۲۰۱۷، سفرهای منطقه ای متعددی توسط نماینده اسرائیل در آذربایجان برای تعمیق همکاری‌های اقتصادی در حوزه‌های کشاورزی و گردشگری انجام شد.